# خالد مبارك (لاعب كرة قدم قطري)
خالد مبارك النعيمي (مواليد 22 أكتوبر 1998) هو لاعب كرة قدم قطري يلعب كمدافع يلعب في نادي مسيمير.

## مسيرة اللاعب
لعب في نادي السد والنادي العربي ونادي الشمال ونادي مسيمير.